# Marockansk sporrhöna
Marockansk sporrhöna (Pternistis bicalcaratus) är en fågel i familjen fasanfåglar inom ordningen hönsfåglar.

## Kännetecken

### Utseende
Marockansk sporrhöna är med en längd på 30–33 centimeter lika stor som klipphönan (Alectoris barbara) som den delar utbredningsområde med i Marocko. Denna art skiljer sig dock tydligt med kraftigt svartstreckad undersida, rödbrun hjässa och nacke, svart panna och ett tunt vitt ögonbrynsstreck. Ovansida och stjärt är jämnbruna. Könen är lika, men hanen har två sporrar på vardera ben (Double-spurred francolin på engelska).

### Läten
Arten uppmärksammans ofta på sången som den yttrar i gryningen från en upphöjd sittplats: ett lågt och upprepat "koajrr koajrr". Locklätet är ett tvåstavigt i-teck.

## Utbredning och systematik
Marockansk sporrhöna förekommer trots namnet huvudsakigen i Västafrika söder om Sahara. Den delas upp i tre underarter med följande utbredning:
- P. b. adamauae – förekommer från centrala Nigeria till Kamerun och sydvästra Tchad
- P. b. ayesha – förekommer i västra Marocko
- P. b. bicalcaratus – förekommer från Senegal och Gambia och södra Mauretanien till västra Nigeria

Vissa inkluderar adamauae i nominatformen.

### Släktestillhörighet
Tidigare placerades den i släktet Francolinus. Flera genetiska studier visar dock att Francolinus är starkt parafyletiskt, där arterna i Pternistis står närmare  t.ex. vaktlar i Coturnix och snöhöns. Även de svenska trivialnamnen på arterna i släktet har justerats från tidigare frankoliner till sporrhöns (från engelskans spurfowl) för att bättre återspegla släktskapet.

## Ekologi
Arten för ett tillbakadraget liv i hagmarker, öppen skog, längs åstränder och på odlade fält. Den häckar i en fodrad uppskrapad grop där den lägger fem till sju ägg. Fågeln lever av insekter och olika sorters vegetabilier.

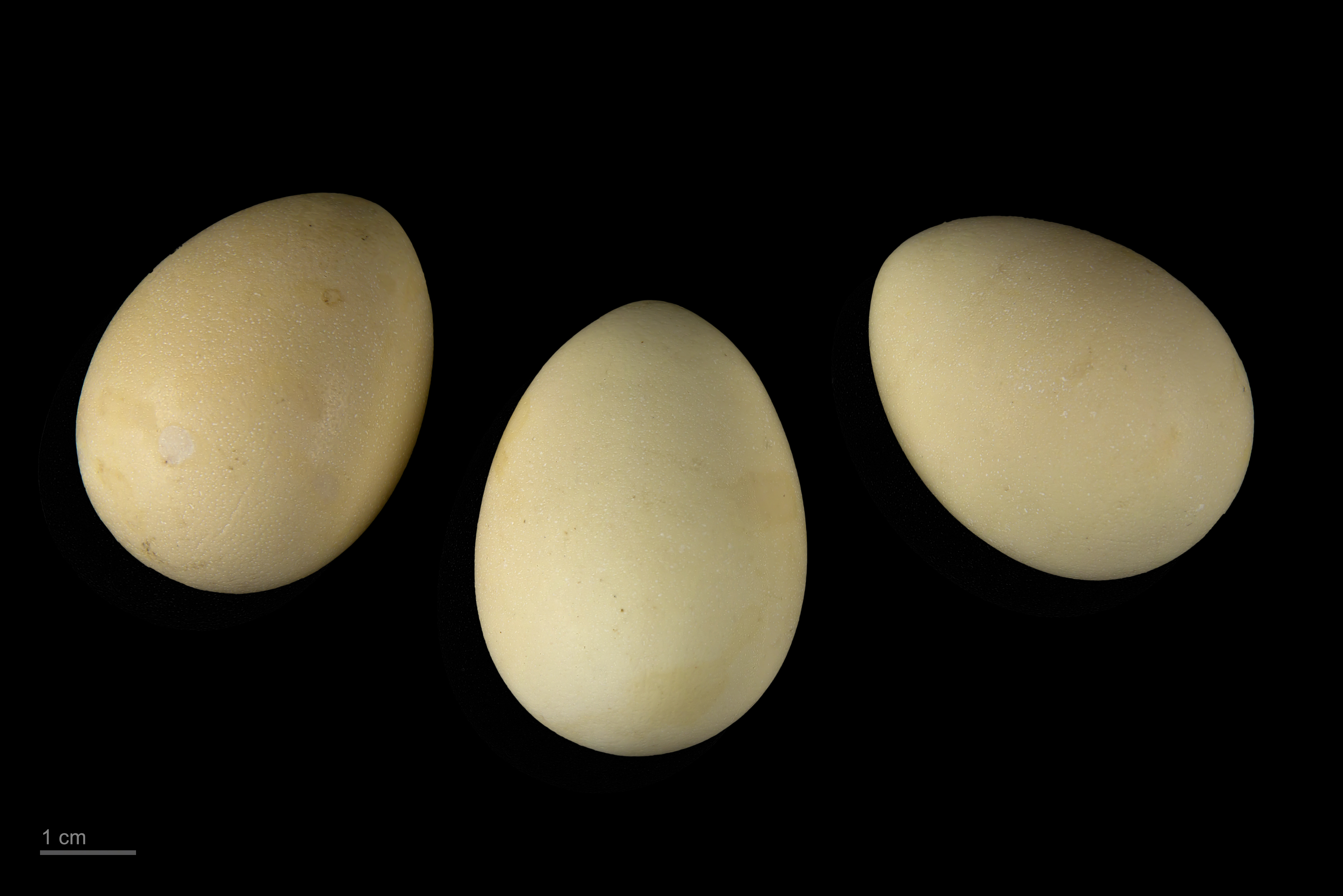
Ägg från marockansk sporrhöna av underarten ayesha

## Status och hot
Arten har ett stort utbredningsområde och beskrivs som vanligt förekommande, men tros minska i antal på grund av jakt, dock inte tillräckligt kraftigt för att den ska betraktas som hotad. IUCN kategoriserar därför arten som livskraftig (LC). Världspopulationen har inte uppskattats, men den beskrivs som lokalt vanlig till mycket vanlig. Underarten ayesha kan dock möjligen bestå av endast några hundra individer.